# Witloof Bay
Witloof Bay es una banda belga que representó a Bélgica en el Festival de la Canción de Eurovisión 2011.

## Festival de la Canción de Eurovisión 2011
El 12 de febrero de 2011, Witloof Bay se ganó el derecho a representar a Bélgica en el Festival de la Canción de Eurovisión 2011, que se celebró en Düsseldorf, Alemania, tras el triunfo de la cantante alemana Lena Meyer-Landrut en la edición anterior. Participaron en la segunda semifinal, celebrada el 12 de mayo, pero no lograron clasificarse a la final por un punto, quedando en el puesto 11.